# Maria Theresia de Soubiran

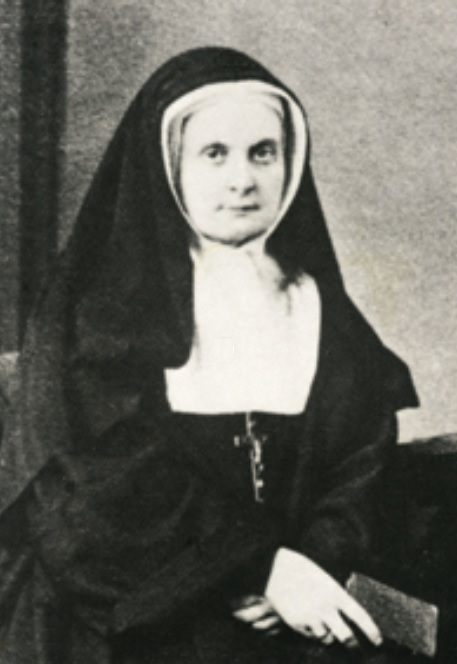
Maria Theresia de Soubiran, um 1870

Maria Theresia de Soubiran (eigentlich Sophie-Thérèse-Augustine, * 16. Mai 1834 in Castelnaudary, Frankreich; † 7. Juni 1889 in Paris) war eine Ordensgründerin und ist eine Selige der römisch-katholischen Kirche.

## Leben
Sophie-Thérèse-Augustine de Soubiran La Louvière stammte aus einer adeligen südfranzösischen Offiziersfamilie. Als Kind begeisterte sie sich für das Leben der mittelalterlichen Beginen und gelobte im Alter von 14 Jahren ewige Jungfräulichkeit. Sie gründete im Jahre 1855 mit gleichgesinnten Frauen eine Gemeinschaft, die sich Beginage nannte. Im Jahre 1864 entstand hieraus mit Unterstützung des Jesuiten Paul Ginhac die Société de Marie Auxiliatrice („Gesellschaft der immerwährend helfenden Maria“), eine Kongregation (Ordensgemeinschaft), die sich vor allem der Sorge für Mädchen und junge Frauen aus den unteren Gesellschaftsschichten widmete, besonders Fabrikarbeiterinnen. Sophie nahm den Ordensnamen Marie-Thérèse an und wurde die erste Generaloberin. Bereits 1868 erteilte Papst Pius IX. der neuen Gemeinschaft die päpstliche Approbation. Die Schwestern gründeten Wohnheime für gefährdete Mädchen, die auch zum Vorbild für staatliche Wohlfahrtseinrichtungen wurden. Nach zehn Jahren an der Spitze ihrer Gemeinschaft musste Maria Theresia de Soubiran 1873 wegen einer ordensinternen Intrige als Generaloberin zurücktreten und ihren Orden verlassen. Sie wurde 1877 von den Barmherzigen Schwestern Unserer Lieben Frau (Soeurs de Notre-Dame de la Charité) in Paris aufgenommen, wo sie in tiefer Enttäuschung über das Unrecht, das ihr widerfahren war, bis zu ihrem Tode am 7. Juni 1889 lebte. Ein Jahr nach ihrem Tod wurde sie von der neuen Generaloberin ihres Gründungsordens rehabilitiert.

## Seligsprechung
Papst Pius XII. nahm sie am 20. Oktober 1946 als Selige in das Römische Martyrologium auf. Ihr liturgischer Gedenktag ist der 7. Juni.